# Kanton Châteauvillain
Kanton Châteauvillain (fr. Canton de Châteauvillain) je francouzský kanton v departementu Haute-Marne v regionu Champagne-Ardenne. Tvoří ho 38 obcí. Před reformou kantonů 2014 ho tvořilo 14 obcí.

## Obce kantonu
od roku 2015:
| - Aizanville - Arc-en-Barrois - Aubepierre-sur-Aube - Autreville-sur-la-Renne - Blaisy - Blessonville - Braux-le-Châtel - Bricon - Bugnières - Châteauvillain - Cirfontaines-en-Azois - Colombey-les-Deux-Églises - Coupray - Cour-l'Évêque - Curmont - Dancevoir - Dinteville - Giey-sur-Aujon - Gillancourt | - Juzennecourt - Lachapelle-en-Blaisy - Laferté-sur-Aube - Lamothe-en-Blaisy - Lanty-sur-Aube - Latrecey-Ormoy-sur-Aube - Lavilleneuve-au-Roi - Leffonds - Maranville - Montheries - Orges - Pont-la-Ville - Rennepont - Richebourg - Rizaucourt-Buchey - Silvarouvres - Vaudrémont - Villars-en-Azois - Villiers-sur-Suize |

před rokem 2015:
- Aizanville
- Blessonville
- Braux-le-Châtel
- Bricon
- Châteauvillain
- Cirfontaines-en-Azois
- Dinteville
- Laferté-sur-Aube
- Lanty-sur-Aube
- Latrecey-Ormoy-sur-Aube
- Orges
- Pont-la-Ville
- Silvarouvres
- Villars-en-Azois